# Guenduláin (Odieta)
Guenduláin (Gendulain en euskera y cooficialmente) es una localidad y un concejo del municipio de Odieta en la Comunidad Foral de Navarra, España, situado en la Merindad de Pamplona, en la comarca de Ultzamaldea y a 18,6 km de la capital de la comunidad, Pamplona. Su población en 2014 fue de 15 habitantes (INE).

## Geografía
Situación
Guenduláin está situado en la Montaña de Navarra, en el centro orienta del valle de Odieta y al oeste de Ripa su capital, su término concejil limita con los concejos de Latasa por el Norte, con Ripa por el Oeste, con Echaide y Etuláin  ambos del municipio de Anue por el Este y con Ciaurriz por el Sur.
Hidrografía y relieve
La localidad se asienta bajo el alto de Bordaburu (798 m s. n. m.), además en su término se encuentran otras cumbres, destacándose las de Echaide (775 m s. n. m.) y Belogáin (801 m s. n. m.).

## Demografía
| 2000 | 2001 | 2002 | 2003 | 2004 | 2005 | 2006 | 2007 | 2008 | 2009 |
| ---- | ---- | ---- | ---- | ---- | ---- | ---- | ---- | ---- | ---- |
| 19   | 19   | 19   | 19   | 18   | 18   | 19   | 13   | 9    | 13   |

## Monumentos

### Monumentos religiosos
- Iglesia de Santa Eulalia